# Deutsche Rugby-Jugend
Die Deutsche Rugby-Jugend (DRJ) ist die Jugendorganisation des Deutschen Rugby-Verbands (DRV). Mitglieder der Deutschen Rugby-Jugend sind die Jugendabteilungen der Vereine, Schulsportorganisationen und Landesverbände, die dem DRV angeschlossen sind.

## Geschichte
Die Deutsche Rugby-Jugend (DRJ) wurde im Jahr 1967 als Unterorganisation des Deutschen Rugby-Verbandes (DRV) gegründet und ist Vereinsorgan desselben.

### U16-15er-Nationalmannschaft
Im November 2017 übernahm Maximiliano Bonanno die sportliche Leitung der U16-Nationalmannschaft, komplettiert wurde der Stab durch Nationaltrainer Matias „Gaucho“ Aristarain und Teammanager Andreas Eckert.
Im März 2018 gelang dem neuen Trainerduo der erste Sieg im ersten Spiel gegen die U16-Auswahl Polens im Zuge des Deutsch-Polnischen Jugendwerks mit 29:10.

### U18-15er-Nationalmannschaft
Im Jahr 2009 stieg die U18-Nationalmannschaft durch einen 11:3 (3:3) Sieg gegen Portugal bei der U18-Europameisterschaft in die europäische Gruppe A auf.
Im Jahr 2010 beendete Deutschlands U18-Nationalteam die EM in Italien auf dem sechsten Rang. Im entscheidenden Platzierungsspiel unterlag die Mannschaft des Trainerduos Christian Lill und Jan Ceselka der Auswahl des Gastgebers mit 13:18 (6:8). Dennoch bedeutete dies für den Aufsteiger in die Division 1 den sicheren Klassenerhalt.
Bei der EM 2011 konnte die U18-Nationalmannschaft den Klassenerhalt durch einen Sieg gegen Belgien sichern.
Bei der Europameisterschaft 2015 im französischen Toulouse belegte der DRV-Nachwuchs nach einem 11:10 (6:5)-Sieg gegen Rumänien im kleinen Finale den dritten Platz in der Division A der kontinentalen Titelkämpfe. Zuvor setzte sich die Mannschaft im Viertelfinale gegen Polen mit 30:9 durch und verlor im Halbfinale gegen den späteren Divisionsieger Russland mit 0:23.
Im Jahr 2016 entschieden die Verbände von England, Irland, Wales, Schottland und Italien nicht am Turnier teilzunehmen, aufgrund des ihrer Meinung nach schlechten Konzepts des Turniers. Im Vorjahr (2015) hat sich Georgien Siege im Viertel- und Halbfinale jeweils erst im Penaltyshootout erkämpft und somit das umkämpfte Ticket um das Finale gelöst. Das Finale ging jedoch mit 0:50 an Frankreich verloren. Schottland belegte im Turnier den letzten Platz und wäre unter normalen Umständen abgestiegen. Aus diesen Gründen boykottierten die Verbände von diesem Jahr an die Rugby Europe U18-Europameisterschaft, die nun einen Umbruch erleiden musste.
In der obersten Division spielten nun Frankreich, Georgien, Portugal, Belgien, Spanien, Deutschland, Russland und Rumänien. Davon sind Russland, Belgien, Deutschland, Rumänien und Spanien für die fünf abgegangenen Verbände aufgestiegen. Somit spielte Deutschland erst zum zweiten Mal in der obersten europäischen Division.
Der Auftakt gelang nicht und die Jungadler verloren gegen Portugal deutlich mit 5:64. Beim nächsten Spiel gegen Rumänien machten sie es deutlich besser, dominierten die Osteuropäer und gewannen mit 23:11, was den Klassenerhalt in der obersten Division sicherstellte. Im Spiel um Platz 5 ließ die Mannschaft leider nach und unterlag gegen Spanien mit 29:10, wobei das Ergebnis nicht den Spielverlauf widerspiegelt und die deutschen durchaus Chancen hatten, das Ergebnis zu halten und sogar das Spiel zu drehen. Jedoch wurden einige Chancen nicht genutzt und Spanien erreichte verdient den 5. Platz.
Im Jahr 2017 wurden mit den USA, Kanada und Japan drei Verbände aus anderen kontinentalen Verbänden zur U18-Europameisterschaft eingeladen, sodass eine kleine „Weltmeisterschaft“ veranstaltet wurde. Dies bedeutete jedoch, dass die drei im Vorjahr letztplatzierten Mannschaften in die zweite Division, Trophy Division, absteigen mussten, darunter auch Deutschland.
Das Turnier begann positiv mit einem 67:5 Sturmlauf gegen Luxemburg. Im Halbfinale zeigte Holland den deutschen Jungs ihre Grenzen auf und bezwang sie mit 29:15. Somit gingen die Jungadler ins Spiel um den dritten Platz, welches gegen Rumänien stattfand, die im Vorjahr besiegt werden konnten. Jedoch konnte die Mannschaft in der Schlussphase nicht die Nerven behalten und unterlag mit 12:14 in der letzten Aktion. Der Aufstieg in die oberste Spielklasse gelang damit nicht, da die eingeladenen Mannschaften nur in diesem Jahr vor Ort waren und nur die drei bestplatzierten Teams aus der Trophy Division wieder aufgestiegen sind.
2018 gelang der U18-Nationalmannschaft der Wiederaufstieg in die Rugby Europe U18 Men XV Championship. Auf einen Arbeitssieg gegen die Schweiz folgte eine Machtdemonstration gegen Litauen, die mit 66:0 besiegt worden sind. Das Finale, Gegner war Gastgeber Polen, wurde sehr souverän mit 30:3 gewonnen und somit wurde erneut der Aufstieg in die Championship Division klargemacht.
Ende 2018 verkündete die Deutsche Rugby-Jugend die Nominierung eines weiteren U18-Nationaltrainers. Damit obliegt die sportliche Leitung der U18-Nationalmannschaft den Trainern Jan Ceselka, Christian Lill und Melvine Smith.
Im Februar 2019 gelang der U18-Nationalmannschaft ein Sieg über die belgische Auswahl im Zuge eines Testspiels mit 12:3.

### U18-7er-Nationalmannschaft
Die deutschen U18-7er-Junioren konnten 2018 die Capricorn 7s im namibischen Windhoek auf dem zweiten Platz abschließen. Im Finale unterlag die Auswahl der SA 7s Rugby Academy mit 0:46. Zuvor verlor das Team gegen den späteren Turniersieger mit 0:41.
Im Zuge der 7er-Rugbyeuropameisterschaft im litauischen Panevėžys im Jahr 2018 verpassten die deutschen U18-7er-Nationalspieler nur knapp den dritten Platz. Das Team um die Trainer Max Pietrek und Jan Ceselka konnte sich gegen die Gruppengegner Rumänien (33:7) und die Ukraine (33:14) durchsetzen und musste sich nur dem späteren Europameister Frankreich mit 0:38 geschlagen geben. Im Viertelfinale konnte die deutsche U18-Auswahl die gesamtbritische Auswahl mit 21:10 schlagen. Anschließend verlor das Team sowohl das Halbfinale mit 0:24 gegen Irland als auch das Spiel um Bronze mit 21:24 gegen Spanien.
2019 bezwang das U18-7er-Team im Zuge des Capricorn Group 7s Rugby Tournament die 7er-Auswahlen aus Simbabwe, Botswana und Namibia und landete auf dem 2. Rang. Ausschließlich dem Team der südafrikanischen SA 7s Academy musste sich die deutsche Auswahl sowohl in der Gruppenphase, als auch im Finale geschlagen geben.

### U19-7er-Nationalmannschaft
Mit einer Bilanz von 4:2 Siegen hat die U19 des DRV bei der 7er-Europameisterschaft 2015 im französischen Vichy hervorragend abgeschnitten. Als Lohn sprang ein fünfter Platz im Gesamtklassement der Titelkämpfe heraus. Das beste Ergebnis, das je eine deutsche Nachwuchsmannschaft bei kontinentalen Meisterschaften in der olympischen Rugby-Variante erzielt hat.
2018 konnte das Team um die U19-7er-Nationaltrainer Max Pietrek und Jan Ceselka den 3. Platz auf den Dubai7s in den Vereinigten Arabischen Emiraten holen.
Ein großer Erfolg war die Teilnahme der U19-7er-Nationalmannschaft bei den Dubai 7s im Dezember 2021. Das Team um die Nationaltrainer Jan Ceselka und Max Pietrek blieben in fünf Spielen ungeschlagen und durften am Ende auf der Tribüne das „The Sevens Stadium“ von Fidschis Olympiasieger-Coach Ben Ryan den Siegerpokal entgegennehmen.

## Organisation
Die Deutsche Rugby-Jugend ist die Jugendorganisation im Deutschen Rugby-Verband und für alle Kinder- und Jugendangelegenheiten zuständig. Der vom Deutschen Rugby-Jugendtag (DRJT) gewählte Vorsitzende ist gleichzeitig Mitglied im Präsidium des DRV. Die DRJ besteht aus drei Organen:
- Deutsche Rugby-Jugendtag (DRJT)
- Verbandsbeirat
- Präsidium

### Deutsche Rugby-Jugendtag
Der Deutsche Rugby-Jugendtag (DRJT) ist das höchste Beschlussorgan und besteht aus den Mitgliedern der DRJ. Der DRJT findet jährlich vor dem Deutschen Rugby-Tag statt. Hauptaufgaben sind die Festlegung der Richtlinien für die Arbeit der DRJ und die Wahlen des Präsidiums.

### Verbandsbeirat
Der Verbandsbeirat besteht aus dem Präsidium der DRJ und aus den Jugendwarten der Landesverbände. Er stellt die Verbindung des Präsidiums zu den Landesverbänden, Vereinen und Schulsportorganisationen dar. Der Verbandsbeirat tagt mindestens einmal jährlich. Er ist die Schlüsselstelle zur Organisation des Nachwuchsleistungssports.

### Präsidium
Die Mitglieder des Präsidiums werden alljährlich auf dem DRJT wechselnd in zwei Raten für zwei Jahre gewählt. Wiederwahl ist möglich. Als zwei Jahre gilt die Zeitspanne zwischen zwei Deutschen Jugend-Rugbytagen.
- DRJ-Vizepräsident: Heinz-Jürgen Seip (München RFC)
- Sportdirektor Jugend: n.n.
- Referent für den Spielbetrieb: Fridtjof Arens (FT Adler Kiel Rugby)
- Finanzwart: Marcus Thonfeld (Heidelberger RK)

## Nationale Wettbewerbe

### Deutsche Jugendmeisterschaften
Die deutschen Meisterschaften werden von der DRJ durchgeführt. Dabei werden die Meister auf Bundesebene seit der Saison 2007/2008 in den Altersklassen U10 bis U18 ausgespielt. In den Jahren zuvor wurde in anderen Altersklassen angetreten. Nach der Saison 2010/2011 wurde keine deutsche U10-Meisterschaft mehr ausgespielt.
In den Jahren 2016 und 2019 gewann der SC 1880 Frankfurt in allen Altersklassen die deutsche Meisterschaft. 2019 wurde noch dazu der deutsche Meistertitel im Herrenbereich geholt.

#### Deutsche Jugendmeister U18
| Jahr | Verein                                            | Austragungsort |
| ---- | ------------------------------------------------- | -------------- |
| 2008 | RG Heidelberg                                     | Heidelberg     |
| 2009 | RG Heidelberg                                     | Wiedenbrück    |
| 2010 | DSV 78 Hannover                                   | Heidelberg     |
| 2011 | SG TSV/TB Rohrbach                                | Hannover       |
| 2012 | RG Heidelberg                                     | n.n.           |
| 2013 | RG Heidelberg                                     | Berlin         |
| 2014 | RG Heidelberg                                     | Heidelberg     |
| 2015 | RG Heidelberg                                     | Hannover       |
| 2016 | SC 1880 Frankfurt                                 | Heidelberg     |
| 2017 | Berliner Rugby Club                               | Frankfurt      |
| 2018 | Berliner Rugby-Club                               | Berlin         |
| 2019 | SC 1880 Frankfurt                                 |                |
| 2021 | SG SC Neuenheim/RK Heusenstamm/TSV Handschuhsheim | Heidelberg     |
| 2022 | SC 1880 Frankfurt                                 | Frankfurt      |
| 2023 | SC 1880 Frankfurt                                 | Hannover       |

#### Deutsche Jugendmeister U16
| Jahr | Verein              | Austragungsort |
| ---- | ------------------- | -------------- |
| 2008 | RG Heidelberg       | Frankfurt      |
| 2009 | RG Heidelberg       | Heidelberg     |
| 2010 | SG HTV/RGH          | Hannover       |
| 2011 | SG HTV/RGH          |                |
| 2012 | Berliner Rugby Club | Berlin         |
| 2013 | TSV Handschuhsheim  | Heidelberg     |
| 2014 | RG Heidelberg       | Hannover       |
| 2015 | Berliner Rugby Club | Frankfurt      |
| 2016 | SC 1880 Frankfurt   | Heidelberg     |
| 2017 | Berliner Rugby Club | Heidelberg     |
| 2018 | SC 1880 Frankfurt   | Heidelberg     |
| 2019 | SC 1880 Frankfurt   |                |
| 2021 | SC 1880 Frankfurt   | Berlin         |
| 2022 | SC 1880 Frankfurt   | Ingolstadt     |
| 2023 | SC 1880 Frankfurt   | Frankfurt      |

#### Deutsche Jugendmeister U14
| Jahr | Verein                           | Austragungsort  |
| ---- | -------------------------------- | --------------- |
| 2008 | Heidelberger TV                  | Heidelberg      |
| 2009 | RG Heidelberg/Heidelberger TV    | Hohen-Neuendorf |
| 2010 | SC Frankfurt 1880                | Berlin          |
| 2011 | Berliner Rugby Club              | Hannover        |
| 2012 | TSV Handschuhsheim               | Hendesse        |
| 2013 | Berliner Rugby Club              | Berlin          |
| 2014 | SC Frankfurt 1880                | Heidelberg      |
| 2015 | SC Frankfurt 1880                |                 |
| 2016 | SC Frankfurt 1880                | Berlin          |
| 2017 | SC Frankfurt 1880                | Heidelberg      |
| 2018 | SC Frankfurt 1880                | Heidelberg      |
| 2019 | SC Frankfurt 1880                |                 |
| 2021 | -                                | -               |
| 2022 | TSV Handschuhsheim/Karlsruher SV | Heidelberg      |
| 2023 | TSV Handschuhsheim               | Heidelberg      |

#### Deutsche Jugendmeister U12
| Jahr | Verein                                              | Austragungsort  |
| ---- | --------------------------------------------------- | --------------- |
| 2008 | SC Frankfurt 1880                                   | Berlin          |
| 2009 | Berliner Rugby Club                                 | Heidelberg      |
| 2010 | SC Frankfurt 1880                                   | Hannover        |
| 2011 | Berliner Rugby Club                                 | Frankfurt       |
| 2012 | SC Frankfurt 1880                                   | Mönchengladbach |
| 2013 | SC Frankfurt 1880                                   | Handschuhsheim  |
| 2014 | SC Frankfurt 1880, SC Neuenheim, TSV Handschuhsheim | Hannover        |
| 2015 | SC Frankfurt 1880                                   |                 |
| 2016 | SC Frankfurt 1880                                   |                 |
| 2017 |                                                     | Berlin          |
| 2018 | SC Frankfurt 1880                                   | Frankfurt       |
| 2019 | SC Frankfurt 1880                                   |                 |
| 2021 | -                                                   | -               |
| 2022 | TSV Handschuhsheims                                 | Berlin          |
| 2023 | SC Frankfurt 1880                                   | Heusenstamm     |

#### Deutsche Jugendmeister U10
| Jahr | Verein            | Austragungsort |
| ---- | ----------------- | -------------- |
| 2008 | VfR Döhren 06     | Berlin         |
| 2009 | VfR Döhren 06     | Heidelberg     |
| 2010 | Germania List     | Hannover       |
| 2011 | SC Frankfurt 1880 | Frankfurt      |

## Schulrugby
Der Verband konnte im Juli 2011 eine Schulkommission ins Leben rufen, die sich ausschließlich um die Belange im Schulrugby kümmert und Unterstützung für die einzelnen Schulen gibt.
Nach der Aufnahme von 7er-Rugby als olympische Sportart hat die Arbeit mit den Schulen an Bedeutung enorm zugenommen. Es geht hier vor allem um die Einführung des Sports in den Schulen und um die Vorbereitung auf die regionalen und nationalen Turniere. Mittlerweile haben es einige Landesverbände geschafft feste Schulturniere in die Saisonplanung einzubauen.